# IC 1917
IC 1917 — галактика типу C (компактна галактика) у сузір'ї Годинник.
Цей об'єкт міститься в оригінальній редакції індексного каталогу.